# Мароккская саранча
Мароккская саранча, или Марокканская саранча или марокканская кобылка, или марроканка (лат. Dociostaurus maroccanus) — прямокрылое насекомое семейства Acrididae. Обитает в северной Африке, южной и восточной Европе и западной Азии. Ведет одиночный образ жизни, но периодически численность резко увеличивается, популяция становится стадной и собирается в стаи, которые могут вызвать опустошение в сельскохозяйственных областях.

## Распространение
Ареал мароккской саранчи простирается от Канарских островов и Мадейры на западе до Казахстана и Афганистана на востоке. В Африке обитает в Алжире, Египте, Ливии, Марокко и Тунисе. В Европе — во Франции, Португалии, Испании, Италии и на Балканском полуострове. Также найден на Ближнем Востоке и в Центральной Азии.